# Uchōten
„Uchōten” (jap. 有頂天) – pięćdziesiąty pierwszy singel japońskiego zespołu B’z, wydany 14 stycznia 2015 roku. Limitowana edycja singla zawierała dodatkowo DVD z utworami z występu „B’z Special LIVE” na “EX THEATER ROPPONGI” z 30 listopada 2013 r. Osiągnął 1 pozycję w rankingu Oricon i pozostał na liście przez 13 tygodni, sprzedał się w nakładzie 170 694 egzemplarzy. Singel zdobył status złotej płyty.
Utwór tytułowy został wykorzystany jako piosenka przewodnia dramy Gakkō no kaidan.

## Lista utworów
| CD  |                                                          |      |
| Nr  | Tytuł                                                    | Czas |
| 1.  | „Uchōten” (jap. 有頂天)                                  | 4:03 |
| 2.  | „Endless Summer”                                         | 4:38 |
| DVD |                                                          |      |
| Nr  | Tytuł                                                    | Czas |
| 1.  | „Kuroi seishun” (jap. 黒い青春)                          |      |
| 2.  | „Yasei no ENERGY” (jap. 野性のENERGY)                    |      |
| 3.  | „Kon'ya tsuki no mieru oka ni” (jap. 今夜月の見える丘に) |      |
| 4.  | „ONE ON ONE”                                             |      |
| 5.  | „Yami no ame” (jap. 闇の雨)                              |      |
| 6.  | „SKIN”                                                   |      |
| 7.  | „Ichibu to zenbu” (jap. イチブトゼンブ)                  |      |
| 8.  | „Nagai ai” (jap. ながい愛)                               |      |
| 9.  | „BANZAI”                                                 |      |

## Notowania
| Lista                        | Pozycja |
| ---------------------------- | ------- |
| Oricon Weekly Singles Chart  | 1       |
| Oricon Monthly Singles Chart | 2       |
| Billboard Japan Hot 100      | 1       |

## Muzycy
- Tak Matsumoto: gitara, kompozycja i aranżacja utworów
- Kōshi Inaba: wokal, teksty utworów, aranżacja
- Terachi Hideyuki: aranżacja
- Yoshinobu Ōga: aranżacja (#2)
- Shane Gaalaas: perkusja
- Barry Sparks: gitara basowa
- Takanori Masuda: keyboard (#2)